# گرافلینگ
گرافلینگ (به آلمانی: Grafling) یک شهر در آلمان است که در دگندورف واقع شده‌است.

## خصوصیات
گرافلینگ ۴۶٫۲۸ کیلومترمربع مساحت دارد ۴۳۳ متر بالاتر از سطح دریا واقع شده‌است.